# Мороз, Мария Фёдоровна
Мари́я Фёдоровна Моро́з (25 декабря 1925, дер. Зиновьево, Орловская губерния — 16 декабря 1996, Челябинск) — сверловщица цеха шасси Челябинского тракторного завода, Герой Социалистического Труда, почётный гражданин г. Челябинска.

## Биография

Памятник М. Ф. Мороз на Успенском кладбище Челябинска

Родилась 25 декабря 1925 года в деревне Зиновьево Покровского района Орловской области в крестьянской семье. Русская. Трудовую деятельность начала в 1938 году в колхозе «Красное знамя» того же района.
В 1945 году переехала в Челябинск. Пошла работать на Челябинский тракторный завод. Трудилась сверловщицей в цехе шасси № 2. Вскоре стала передовиком производства и начала работать на нескольких станках. В 1956 году вместе с Н. Федяевой и Н. Даниловой стала инициатором досрочного выполнения год. плана за счет освоения смежных профессий. В 1959 году выполнила 3 годовые нормы, а за годы 7-летки — более 20 норм. Начинание передовой работницы имело большое значение для развития творческой инициативы тракторостроителей и нашло множество последователей.
Указом Президиума Верховного Совета СССР от 7 марта 1960 года в ознаменование 50-летия Международного женского дня, за выдающиеся достижения в труде и особо плодотворную общественную деятельность Мороз Марии Фёдоровне присвоено звание Героя Социалистического Труда с вручением ордена Ленина и золотой медали «Серп и Молот».
В 1962 году организовала массовое движение по разработке личных планов технического прогресса и мобилизации внутренних резервов на рабочем месте. В числе первых на заводе Мороз получила право работать с личным клеймом качества. За 20 лет работы на заводе сверловщица М. Мороз выполнила 45 норм. С 1984 года работала мастером-наставником и воспитала многих учеников. В 1989—1993 годах — распределитель работ в цехе шестерен. Общий трудовой стаж составил 45 лет.
Избиралась депутатом Верховного Совета РСФСР, областного Совета многих созывов. 7 сентября 1971 года удостоена звания «Почётный гражданин города Челябинска».
Жила в городе Челябинске. Скончалась 16 декабря 1996 года. Похоронена в Челябинске на Успенском кладбище.

## Награды и память

Мемориальная доска Мороз М. Ф.

Награждена орденами Ленина, Октябрьской Революции, «Знак Почёта», медалями.
В октябре 2006 года в Челябинске, на стене дома по улице Свободы, 62, где жила Мария Фёдоровна, в память о ней открыта мемориальная доска.